# Omalium allardii
Omalium allardii är en skalbaggsart som beskrevs av Leon Fairmaire och Brisout de Barneville 1859. Omalium allardii ingår i släktet Omalium, och familjen kortvingar. Arten är reproducerande i Sverige.